# Sumberkembar (Pacet)
Sumberkembar is een bestuurslaag in het regentschap Mojokerto van de provincie Oost-Java, Indonesië. Sumberkembar telt 2785 inwoners (volkstelling 2010).